# Hyagnis stramentosa
Hyagnis stramentosa es una especie de escarabajo longicornio del género Hyagnis, subfamilia Lamiinae. Fue descrita científicamente por Breuning en 1942.
Se distribuye por Senegal y Somalia. Posee una longitud corporal de 6,5 milímetros. El período de vuelo de esta especie ocurre en el mes de noviembre.
La dieta de Hyagnis fistularius incluye plantas y arbustos de la familia Balanitaceae, entre ellas, la especie Balanites aegyptiaca, del género Balanites.